# Рудолф фон Амадей
Рудольф фон Амадей  (нім. Rudolph von Amadei) — крайовий президент Герцогства Буковина в період з 31 травня 1862 р. по 30 жовтня 1865 р., граф. 
За його правління герцогство Буковина для підтвердження автономних прав у 1862 році отримує крайовий герб. Рудольф фон Амадей є почесним громадянином м. Чернівці. 
Був членом «Товариства  сприяння музичному мистецтву» (нім. «Verein zur Förderung der Kunst in der Bukowina») та «Товариства цісаревни Елізабет» (нім. «Der  Keiserin  Elisabeth-Verein  in  Czernowitz»), що опікувалося сиротами.